# Király Sándor (labdarúgó)
Király Sándor (Budapest, 1913. április 17. – 1969. február 26.) válogatott labdarúgó, jobbfedezet.

## Pályafutása

### Klubcsapatban
Tizenkét éves korában igazolta lett a B. Törekvés. Ezután a BMTE csapatában szerepelt. 1937-ben szerződött át a Budafoki FC-hez. 
1939 és 1942 között a Gamma FC labdarúgója volt. 1942-ben egy fogadásból villamos elé tette a lábát, mely a lábfejét le is vágta. Emiatt abba kellett hagynia a labdarúgást. Klubja még egy évig folyósította neki a fizetését. Legjobb bajnoki eredménye az utolsó idényben elért hetedik hely.

### A válogatottban
1939 és 1940 között 5 alkalommal szerepelt a válogatottban. Egyszeres B-válogatott (1939).

## Sikerei, díjai
- Magyar bajnokság
  - 7.: 1941–42

## Statisztika

### Mérkőzései a válogatottban
| Magyarország | Magyarország       | Magyarország              | Magyarország | Magyarország | Magyarország | Magyarország | Magyarország | Magyarország |
| #            | Dátum              | Helyszín                  | Hazai        | Eredmény     | Vendég       | Kiírás       | Gólok        | Esemény      |
| ------------ | ------------------ | ------------------------- | ------------ | ------------ | ------------ | ------------ | ------------ | ------------ |
| 1.           | 1939. november 12. | Belgrád, BSK Stadion      | Jugoszlávia  | 0 – 2        | Magyarország | barátságos   | -            |              |
| 2.           | 1940. március 31.  | Budapest, Üllői úti pálya | Magyarország | 3 – 0        | Svájc        | Európa-kupa  | -            |              |
| 3.           | 1940. április 7.   | Berlin, Olimpiai Stadion  | Németország  | 2 – 2        | Magyarország | barátságos   | -            |              |
| 4.           | 1940. május 2.     | Budapest, Üllői úti pálya | Magyarország | 1 – 0        | Horvátország | barátságos   | -            |              |
| 5.           | 1940. május 19.    | Budapest, Üllői úti pálya | Magyarország | 2 – 0        | Románia      | barátságos   | -            |              |
|              | Összesen           |                           |              | 5            | mérkőzés     |              | 0            | gól          |